# クレアモント (ニューハンプシャー州)
クレアモント （英: Claremont）は、アメリカ合衆国ニューハンプシャー州のサリバン郡にある都市。人口は1万2949人（2020年）。

## 歴史

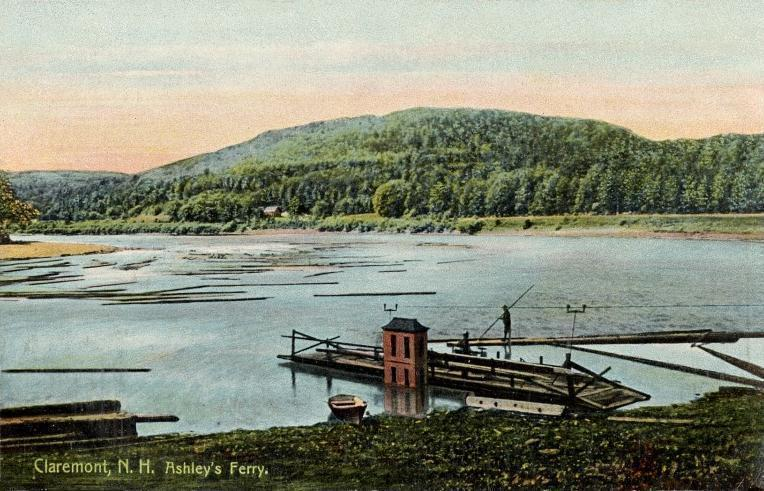
アシュレーの渡し、1906年頃

クレアモントという名前はクレア伯トマス・ペラム＝ホールズの領館クレアモントから採られた。1764年10月26日、ニューハンプシャー植民地総督のベニング・ウェントワースが、ジョサイア・ウィラード、サミュエル・アシュレー、その他67人に町の設立を認めた。最初は1762年にモーゼス・スパフォードとデイビッド・リンドが入植したが、地主の多くはコネチカットのファーミントン、ヘブロン、コルチェスターから1767年に到着した。肥沃で砂利混じりのローム層がうねりのある地形を造っており、農業が盛んになった。
しかし、産業革命の時代に町に繁栄をもたらしたのはシュガー川の水力だった。川沿いに建てられた大型レンガ造り工場としては、スナピー・ミルズ、モナドノック・ミルズ、クレアモント・マシン・ワークス、ホーム・ミルズ、サンフォード・アンド・ロシター、クレアモント・マニュファクチャリング・カンパニーがあった。主要製品は綿製品と毛織物、旋盤と平削り盤、また紙があった。ニューイングランドの他の工場町と同様に、20世紀に多くの工場が立ち退きあるいは閉鎖されたが、1897年建設の市庁舎やオペラハウスなど、洗練されたヴィクトリア期建築に以前の繁栄の名残が残されている。
1874年、クレアモントの企業には、幅1ヤードから3ヤード (90 cm - 270 cm) の綿布、マルセイユ・キルト、ユニオン・フラネル、木材を製造し、男性125人と女性225人を雇用するモナドノック・ミルズ、綿布を製造し、男性8人と女性20人を雇用するホーム・ミル（A・ブリッグス社）、石切り場のための蒸気駆動ダイアモンド削岩機、タービン水車、布測定機を製造し、一般機械加工を行い、男性56人を雇用するサリバン・マシン社、印刷用紙を製造し、男性30人女性20人を雇用するシュガー川ペーパーミル社、紙と本を製作し、ステロタイプ印刷と本など印刷を行い、男性34人女性34人を雇用するクレアモント・マニュファクチャリング社、壁紙を製造し、男性7人女性2人を雇用するラッセル・ジャービス、わら入り包装用紙を製造し、男性5人女性1人を雇用するジョン・S・ファーリントン、黒ドスキンを製造し、男性20人女性18人を雇用するサリバン・ミルズ（ジョージ・L・バルコム）、革製品を扱い男性4人を雇用するチャールズ・H・イーストマン、小麦粉、餌を製造し、注文粉ひきを行い、男性8人を雇用するシュガー川ミル社、季節により男性10人を雇用する製材所3か所、記念碑や墓石を扱い、男性8人を雇用するブラッド・アンド・ウッドコック、サッシ、ドア、ブラインドを扱い、男性8人を雇用するヒュートン・バックマン社があった。
1989年、クレアモント教育委員会はニューハンプシャー州を相手取って訴訟を起こすことを票決した。これは教育のための資金を州が地方の資産税に依存している結果、子供の教育機会に不均等を生じており、これが州憲法に規定する権利を侵害しているとするものだった。この訴訟と一連の判決によって、ニューハンプシャー州最高裁判所が教育委員会の主張に同意した。この判決は「クレアモント裁決」と呼ばれ、教育の均等予算について州全体の論議を呼び続け、この法廷闘争でクレアモントが主要な役割を演じ続けている。
カリフォルニア州クレアモント市は、このニューハンプシャー州の都市に因んで名付けられた。

## 地理
クレアモント市は北緯43度22分38秒 西経72度20分40秒 / 北緯43.37722度 西経72.34444度 (43.377207, -72.344555)に位置している。
アメリカ合衆国国勢調査局に拠れば、市域全面積は44.1平方マイル (114.2 km2)であり、このうち陸地43.1平方マイル (111.6 km2)、水域は1.0平方マイル (2.6 km2)で水域率は2.18%である。コネチカット川が西の市境になり、同時にニューハンプシャー州とバーモント州の州境になっている。シュガー川が市の中央を東から西に流れ、コネチカット川に注いでいる。市内最高地点は標高2,018フィート (615 m) のグリーン山頂上である。クレアモント市域の全体がコネチカット川流域に入っている。

## 交通

### 鉄道

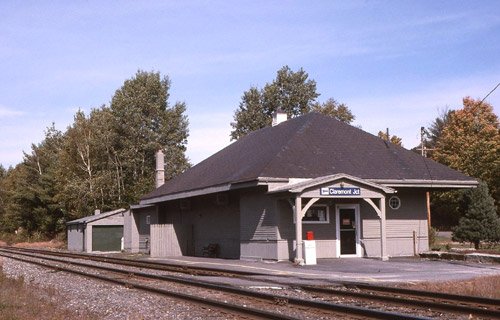
クレアモント駅

アムトラックのクレアモント駅はプレーンズ・ロードとメープル・アヴェニューにある。クレアモント駅にはセントオールバンズとワシントンD.C.間の昼行長距離列車ヴァーモンター号が1日1往復停車する。

### 道路
クレアモント市はサリバン郡で唯一の都市であり、クレアモント市民空港がある。高規格道路としては、レバノン市を通る州間高速道路89号線から30分南、バーモント州ウェザーズフィールドを通る同91号線から5分東に位置している。市内をニューハンプシャー州道11号線、同12号線、同12号線代替路、同103号線、同120号線が通っている。11号線と103号線は合流して東のニューポートまで行き、11号線がさらに東のニューロンドンとフランクリンに向かい、103号線は分かれて南東のブラッドフォードとワーナーに向かう。州道11号線と12号線は合流して南のチャールズタウンに向かう。州道12号線は中心街から西でバーモント州に入り、北に転じてウィンザーに向かう。州道120号線は中心街から北にコーニッシュとメリデンを経てレバノンに至る。州道12号線代替路は中心街の西をバイパスして、南はチャールズタウン、北はウェストレバノンに至る。

## 人口動態
以下は2000年国勢調査による人口統計データである。
| 基礎データ - 人口: 13,151 人 - 世帯数: 5,685 世帯 - 家族数: 3,428 家族 - 人口密度: 117.8人/km2（305.0 人/mi2） - 住居数: 6,074 軒 - 住居密度: 54.4軒/km2（140.9 軒/mi2） 人種別人口構成 - 白人: 97.67% - アフリカン・アメリカン: 0.31% - ネイティブ・アメリカン: 0.33% - アジア人: 0.62% - 太平洋諸島系: 0.03% - その他の人種: 0.12% - 混血: 0.92% - ヒスパニック・ラテン系: 0.50% 年齢別人口構成 - 18歳未満: 23.3% - 18-24歳: 7.8% - 25-44歳: 28.5% - 45-64歳: 23.5% - 65歳以上: 16.9% - 年齢の中央値: 39歳 - 性比（女性100人あたり男性の人口） - 総人口: 92.6 - 18歳以上: 89.4 | 世帯と家族（対世帯数） - 18歳未満の子供がいる: 27.4% - 結婚・同居している夫婦: 45.5% - 未婚・離婚・死別女性が世帯主: 10.3% - 非家族世帯: 39.7% - 単身世帯: 32.2% - 65歳以上の老人1人暮らし: 14.7% - 平均構成人数 - 世帯: 2.28人 - 家族: 2.86人 収入と家計 - 収入の中央値 - 世帯: 34,949米ドル - 家族: 42,849米ドル - 性別 - 男性: 30,782米ドル - 女性: 22,078米ドル - 人口1人あたり収入: 20,267米ドル - 貧困線以下 - 対人口: 10.0% - 対家族数: 5.4% - 18歳未満: 9.2% - 65歳以上: 11.3% |

## 教育
クレアモント市はニューハンプシャー州教育管理第6ユニットに入っている。スティーブンス高校が市内唯一の公立高校である。ブロード通り、市役所から数ブロックの位置にある。クレアモント中学校も市内唯一の公立中学校であり、高校から通りを1本南に下った所にある。
市内に公立小学校が3校ある。私立学校として、カトリック系のニューイングランド・クラシカル・アカデミー、教区学校のクレアモント・クリスチャン・アカデミーがあり、12年生まで教育している。
これまで3つの小学校が閉鎖された。その中の1つは高級アパートに転換され、またもう1つは事務所に変えられた。
高等教育機関としてはグラニット州立カレッジ分校、リバーバレー・コミュニティカレッジ、シュガー川バレー地域工業センターがある。

## 古い絵葉書

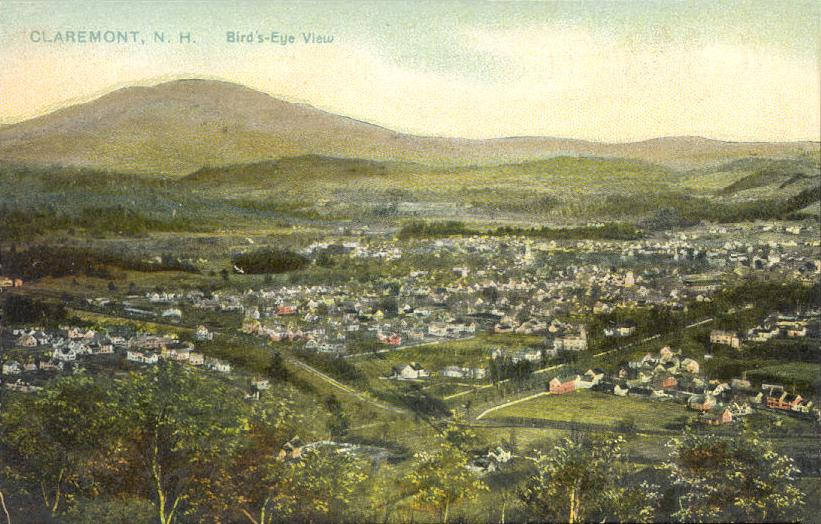
1910年頃の市街地
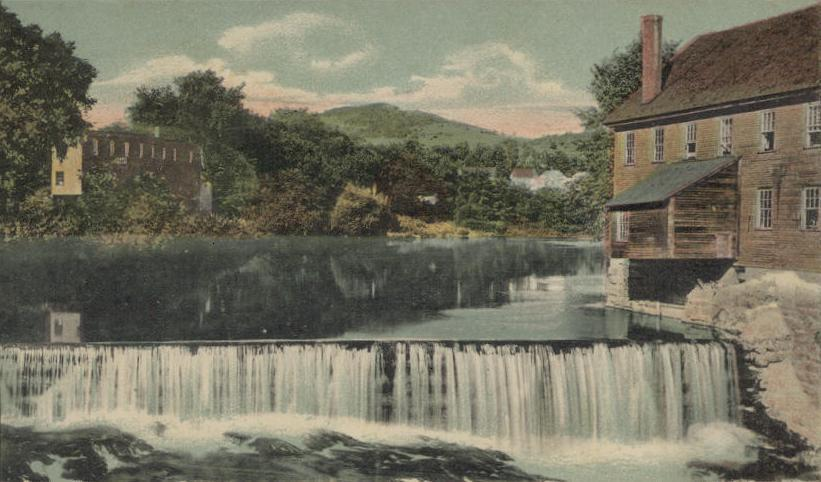
シュガー川滝、1905年頃
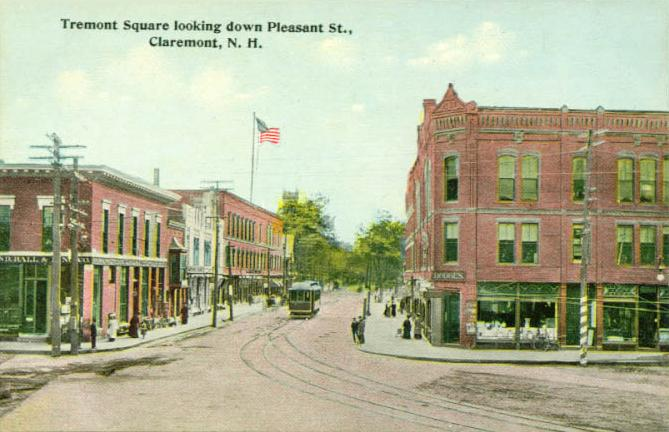
トレモント広場、1912年ごろ
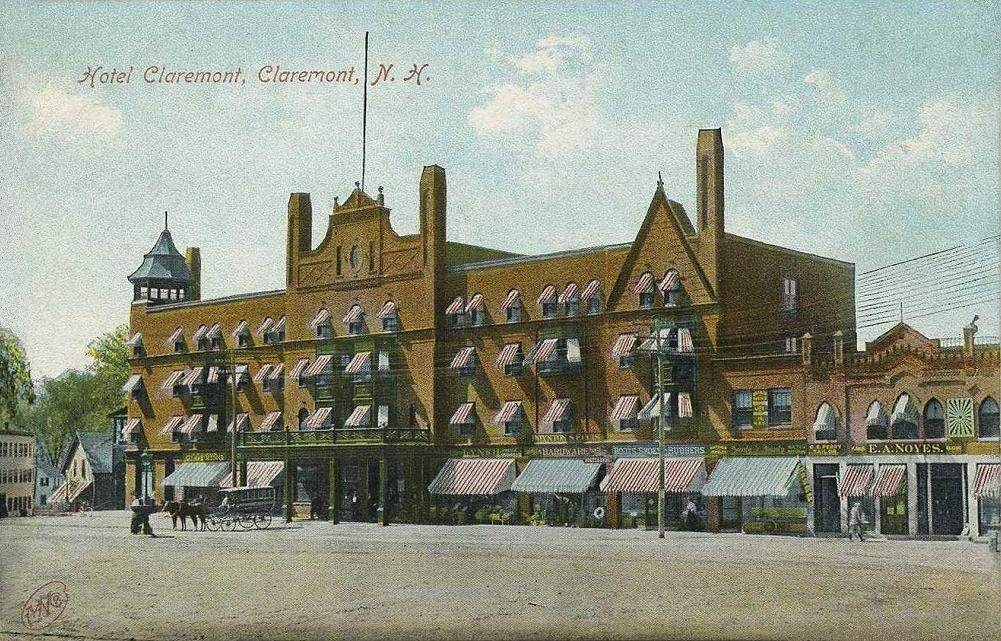
ホテル・クレアモント、1907年
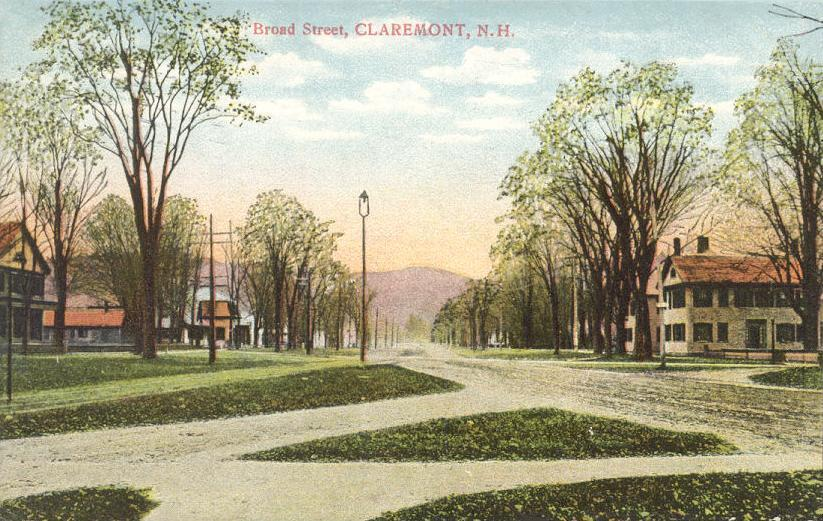
ブロード通り、1908年
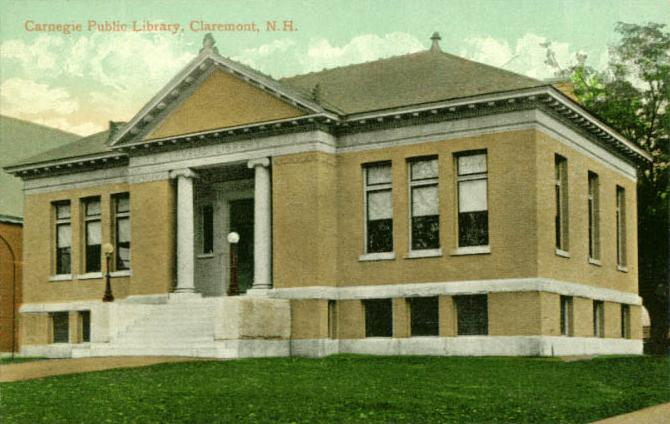
フィスク自由図書館、1908年
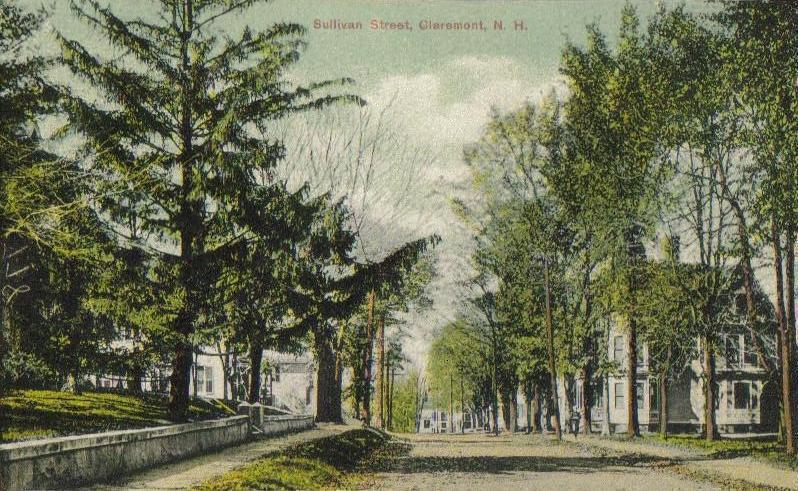
サリバン通り、1910年頃
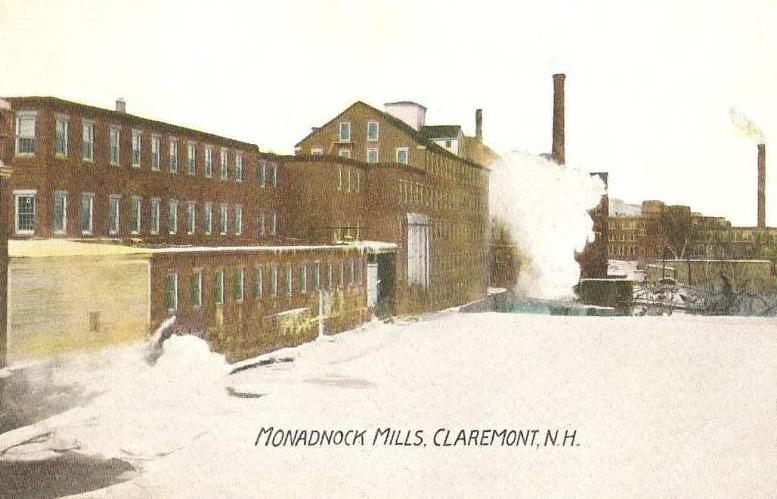
モナドノック・ミルズ、1910年

## 文化

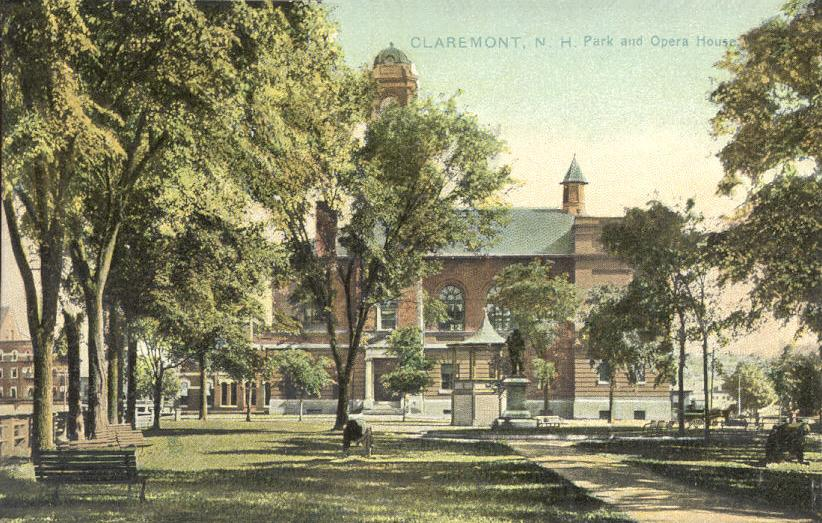
ブロード通り公園、1909年

ワシントン通りを中心とする商業地域がクレアモントの主要商業地区である。イタリア・ルネサンス様式の市役所がロータリー式のタウンスクエアであるブロード通り公園に面している。この広場はワシントン通り、ブロード通り、メインストリートを繋ぎ、それらから市内各所に通じている。ブロード通り公園には第一次世界大戦、第二次世界大戦、朝鮮戦争、ベトナム戦争の各記念碑の他、9.11アメリカ同時多発テロの犠牲者と家族に捧げられた自由庭園記念碑もある。この公園には歴史的な屋外ステージもあり、1800年代に起源がある町のバンド、クレアモント・アメリカン・バンドの公演場所となっている。ブロード通りに並行してプレザント通りがあり、小さな中心街となり、ワシントン通り地区が開発されるまでは市内の主要商業地域だった。
市の中心シュガー川沿いに多くの工場建物がある。その中には歴史的建造物として保存されているものもある。
町の北端にはバレー地域病院があり、レバノン市の人気あるダートマス・ヒッチコック医療センターの外来医院である。

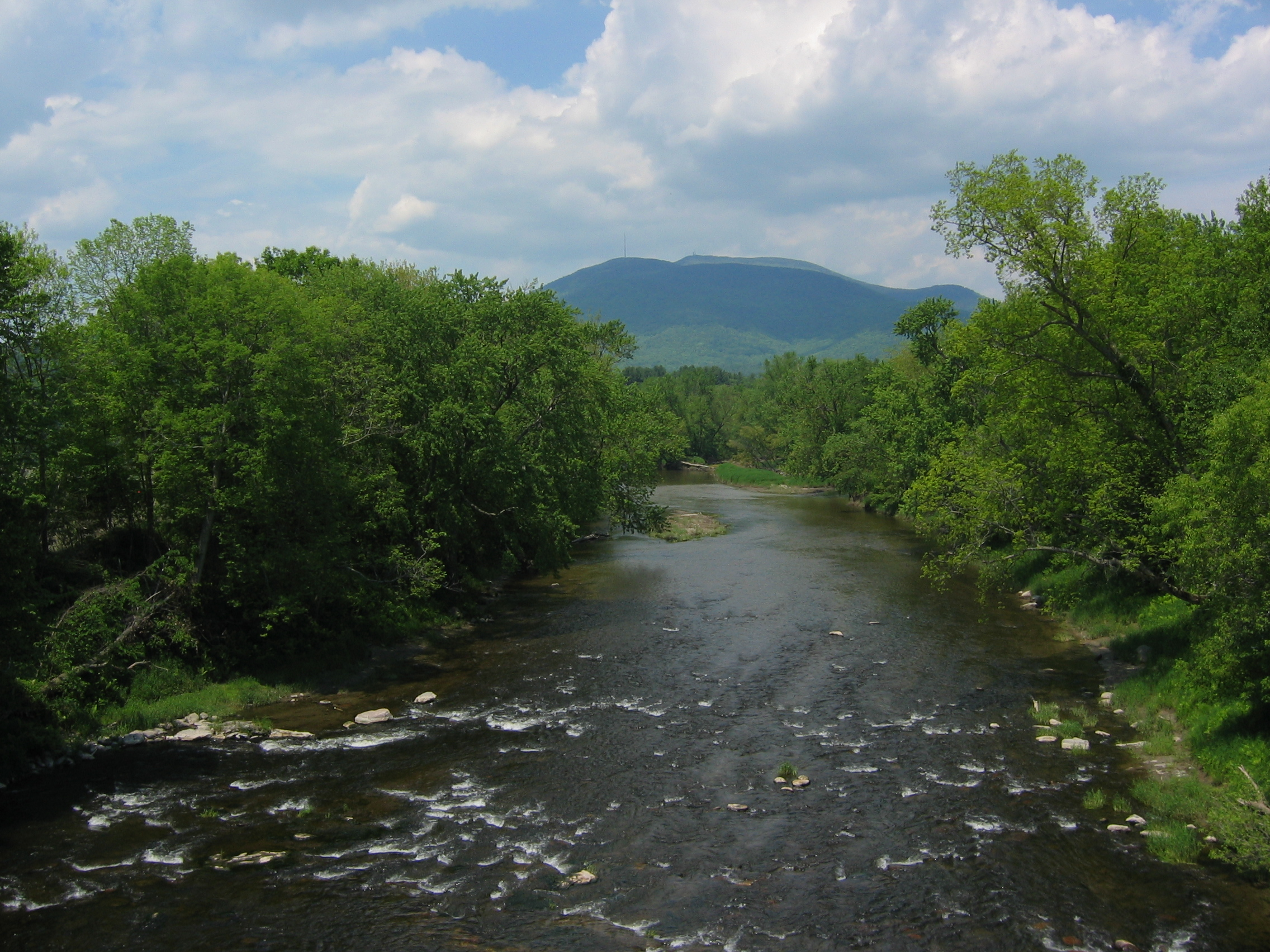
アスカットニー山

クレアモント市から南に出ていくニューハンプシャー州道12号線沿いには、大型のウィリアム・H・H・ムーディ馬牧場があり、大きな納屋が5つ（その最後のものは2004年に焼けた）ある。広さ500エーカー (2.0 km²) 以上の農園にかつては数百頭の輸入馬がいた。アーチ道路の頂点にはヴィクトリア様式の農家が建っている。ムーディから市に数百エーカーの土地が公園用地として寄付され、その入り口はメイプル・アベニューにある。唯一のアクセス道路は針葉樹林を通って丘の上に通じており、市が維持し、ピクニックに適した大きな石の屋外構造物もある。公園内には数マイルにおよぶ歩道が整備され、幾つかはボストン・アンド・メイン鉄道で終わっている。

## 大衆文化の中で
グレッグ・カベットとアンディ・ロビンが共同脚本、共同制作し、アーロン・スタンフォード、ポール・シュナイダー、マイケル・ラパポート、ジュダ・フリードランダー、ケヴィン・ダン、ズーイー・デシャネルが出演した2006年の映画『Live Free or Die』はクレアモントで撮影された（脚本の舞台ではない）。想像上のニューハンプシャー州ラトランドを舞台にし、小さな町が犯罪の伝説になる冒険コメディである。映画の題名はニューハンプシャー州のモットーである。

## 見どころ
- クレアモント歴史協会&博物館[14]
- クレアモント・オペラハウス
- ローワービレッジ歴史地区[15]
- モナドノック・ミルズ歴史地区[16]
- シュガー川レイルトレイル
- ツインステイト・スピードウェイ[17]
- ユニオン・エピスコパル教会